# Throphu Chamchen Chöde
| Tibetische Bezeichnung                                |
| ----------------------------------------------------- |
| Wylie-Transliteration: khro phu byams chen chos sde   |
| Andere Schreibweisen: Tropu Jamchen Chode             |
| Chinesische Bezeichnung                               |
| Vereinfacht: 超浦寺, 绰浦寺, 超浦降钦却第寺           |
| Pinyin:Chāopǔ Sì; Chuòpǔ Sì, Chāopǔ Jiàngqīn Quèdì Sì |

Das Throphu-Kloster bzw. Throphu Chamchen Chöde im Kreis Sa’gya von Xigazê, Tibet, ist das Gründungskloster der Throphu-Kagyü-Schule, einer der Acht kleinen Schulen der Kagyü-Schultradition des tibetischen Buddhismus. 
Es wurde 1212 von Throphu Lotsawa Champa Pel (1173–1225) gegründet, der auch „Übersetzer von Throphu“ genannt wird.